# 4 Dywizja Piechoty (Imperium Rosyjskie)
4 Dywizja Piechoty (ros. 4-я пех. дивизия) – dywizja piechoty Imperium Rosyjskiego, w tym okresu działań zbrojnych I wojny światowej.

## Charakterystyka
Na początku lat 30. XIX w. dokonano reorganizacji rosyjskiej piechoty. Zmniejszono liczbę dywizji i zmieniono ich numerację. 29 stycznia 1833 5 Dywizja Piechoty stała się 4 Dywizją Piechoty. 

Wchodziła w skład 6 Korpusu Armijnego, a jej sztab w 1914 mieścił się w Łomży. W tym czasie dywizja etatowo posiadała cztery pułki po cztery bataliony oraz brygadę artylerii polowej z 6 bateriami po 8 dział. Doświadczenie zdobyte podczas walk na frontach I wojny światowej  skutkowało zmianami organizacyjnymi. Zimą z 1916 na 1917 rozpoczęto reorganizację dywizji piechoty. Zredukowano liczbę batalionów z 16 do 12 i zmniejszono liczbę dział polowych na mniej aktywnych odcinkach frontu.

## Struktura organizacyjna
Organizacja w 1914
- 1 Brygada Piechoty (Łomża)
  - 13 Biełozierski pułk piechoty (Łomża)
  - 14 Ołoniecki pułk piechoty (Łomża)
- 2 Brygada Piechoty (Zambrów)
  - 15 Szlisselburski pułk piechoty (Zambrów)
  - 16 Ładożski pułk piechoty (Zambrów)
- 4 Brygada Artylerii
  - 1 dywizjon artylerii – Zambrów
  - 2 dywizjon artylerii – Łomża

## Dowództwo dywizji
Dowódcy dywizji
- 04.07.1872 – 04.11.1883 – Władysław Romiszewski

Szefowie sztabu
- 07.04.1905 – 24.05.1913 –  Władimir Tokariew